# Колочава
Колоча́ва (угор. Alsókalocsa, чеськ. Koločava) — село в Хустському районі Закарпатської області, на території Національного природного парку «Синевир». Адміністративний центр Колочавської сільської громади.
Село лежить у гірській долині між полонинами «Стримба», «Дарвайка», «Барвінок», «Красна» і «Ружа», за 26 км від районного центру. Через село протікають річки Негровець, Герсовець, Сухар і Колочавка — притоки Тереблі. До села входять колишні присілки: Брадолець, Горб, Гирсовець, Заверх, Затінь, Імшадь, Кальновець і Сухар.

## Історія
Назва села походить від річки Колочавки. Заснували поселення у першій половині XV століття втікачі від кріпацького гніту.
Про мешканців Колочави чеський письменник Іван Ольбрахт писав у романі «Микола Шугай — розбійник»: «Це правнуки бунтівних невільників, які втекли від канчука і шибениць, підстаростів і отаманів пана Йосифа Потоцького, правнуки повстанців проти здирства румунських бояр, турецьких панів і мадярських магнатів».
У глибоких улоговинах між горами втікачі на деякий час знаходили притулок і звільнення від кріпацького ярма. Кожен поселенець будував собі хатину з маленькими вікнами, глиняною долівкою, солом'яною або дерев'яною покрівлею, без комина, з вогнищем посередині. Навколо неї згодом будували житла сини й родичі; хутори розросталися і перетворювалися на присілки. При цьому вони зберігали свої історичні назви (від річки, від прізвища першого поселенця тощо). Центром Колочави став хутір Лаз.
Територія вздовж Тереблі в епоху середньовіччя часто переходила від одного феодала до іншого. Вже з 1365 року в долині Тереблі 6 осад належали феодалам румунського походження Балку і Драгу та нащадкам останнього — Драгфійовцям. У першій половині XV століття ці землі дісталися феодалам Білкеям, які 1463 року передали їх своїм родичам — Урмезеям. Це і є перша письмова згадка про Колочаву.
Після 1526 року долина Тереблі потрапила до складу Семиградського князівства. Всі ліси увійшли до складу Хустської домінії, а населення було підпорядковане Хустському замку.
Важливою пам'яткою давньої української літератури початку XVIII ст. є «Збірник Петра Колочавського», в якому поміщено низку апокрифічних оповідань про антихриста і ходіння Богородиці по муках. У збірнику згадані «Володимер, монарха руский» та «Антиля, крол венгерский». Опис і аналіз «Збірника Петра Колочавського», мова якого «була далеко чистіша, як деяких закарпатських писателів із кінця XIX ст.», тобто москвофілів, опублікував 1922 року відомий український дослідник Володимир Гнатюк.
З 1842 року селище мало власну символіку: печатку з типовим для старого Закарпаття геральдичним сюжетом — зображенням лісоруба з сокирою, перед яким стоять два дерева, а вгорі, себто на небі, — сонце й півмісяць (алегоричний символ християнського віровчення — відповідно до Нового й Старого Заповіту Біблії).

## Легенда про розбійника Миколу Шугая
У XX ст. Колочава, яка входила до угорської жупи Марамуреш, кілька разів переходила з рук в руки. Після поразки Австро-Угорщини у І світовій війні в селі часто панувало безвладдя. Відомим село стало завдяки легенді про Миколу Шугая (Сюгая). Він дезертирував з армії і разом з друзями організував загін опришків, який «від багатих брав, бідним давав». Понад півтора року його безуспішно намагалася упіймати чеська жандармерія, кілька «четників» загинуло. Зрештою Шугая загнали в пастку. Його зрадили друзі та зарубали разом із молодшим братом Юрієм заради викупу. Цю історію описав у 1930-х роках чеський письменник Іван Ольбрахт, який тут прожив шість років. За його романом «Микола Шугай — розбійник» у Чехії згодом зняли кінострічки та мюзикли, поставлені вистави, написані пісні, роман вивчали у середній школі. Поняття «Колочава» добре засвоїлось у чеській свідомості.
В Україні легенду про Шугая знають менше. У середній школі Колочави 1982 року був заснований «соцреалістичний» музей Івана Ольбрахта, 1996 року перероблений в етнографічному стилі. З початком масового туристичного руху в 1990-х роках був заснований і фольклорний фестиваль, який від 1997 року проводиться у серпні за значної участі чеських туристів і місцевих фольклорних колективів. Музеєм і фестивалем опікується вчителька Наталія Тумарець (Царенко). Вона ж разом із чоловіком і синами зайнялась реставрацією напівзруйнованої колишньої жандармської станції. Нині тут — корчма у народному стилі та пансіон для туристів, переважно чеських, яких після скасування Україною 2005 року візового режиму побільшало у десятки разів.

## Присілки
Присілки були об'єднані з селом Колочава 15 квітня 1967 року рішенням облвиконкому Закарпатської області.

### Брадолець
Перші згадки про місцину в історичних документах належать до XVIII ст. У присілку є Церква Преображення Господнього. Функціонує школа, ФАП. Є туристичні сільські садиби. У присілку Брадолець є сучасне поле зі штучним покриттям для гри у мініфутбол.
На території Колочавської загальноосвітньої школи № 2, що у присілку Брадолець, нещодавно з’явилося незвичне поселення з дерев’яних будиночків: з млином, школою, церквою, основними жителями якого стали бджолині сім’ї. Атракційна пасіка демонструє історію розвитку бджільництва від вулика-дуплянки до «розумного» вулика, оснащеного різними сенсорними датчиками.

### Герсовець
Перші згадки про поселення належать до XIX ст. Названо на честь потоку Гирсовець.

### Старе село
Згадки в історичних джерелах: 1770/72 — Sztary Szello, 1789 — Sztare Szello, Sztare Szelo, 1796-9 — Ó Falu, Sztariszello, 1808 — Sztareszello, Staresello, 1864 — Kalocsa Ófalu, 1877 — Ófalu, 1892 — Ófalu, 1898 — Ófalu.

### Заверх
Перші згадки про поселення належать до кінця XIX ст.

### Затінь
Перші згадки про поселення належать до XIX століття. Названо на честь гори Затін.

### Кальновець
Перші згадки про поселення належать до кінця XIX ст.

### Поточок
Перші згадки про поселення належать до кінця XIX ст.

### Сухар
Згадки в історичних джералах: 1904 — Szuhármocsár, Nyulrét (Lelkes 66), 1907 — Nyulrét (Hnt.), 1913 — Nyulrét (Hnt.), 1967 — Сухар (ZO).

## Населення
За переписом населення України 2001 року в селі мешкало 5026 осіб.

### Мова
Розподіл населення за рідною мовою за даними перепису 2001 року:
| Мова       | Відсоток |
| ---------- | -------- |
| українська | 99,90 %  |
| російська  | 0,10 %   |

Розмовляють тут верховинським діалектом. Великий вплив на місцевих жителів мали румунські та німецькі переселенці. Численні румунські слова і сьогодні місцеві жителі використовують у повсякденному спілкуванні («колиба», «салаш», «магура», «буц», «вурда», «бокончі», «сарака»).

### Зайнятість населення
У радянський час тут працював завод, який виробляв обладнання для оборонного комплексу, був колгосп. Нині багато чоловіків їздять на заробітки до різних країн, зокрема Чехії. Жінки працюють у домашньому господарстві, доїжджають до сусіднього села Вільшани, де працюють у дитячому будинку-притулку для психічнохворих.

## Релігійні споруди

### Церква Святого Духа (1795 рік)

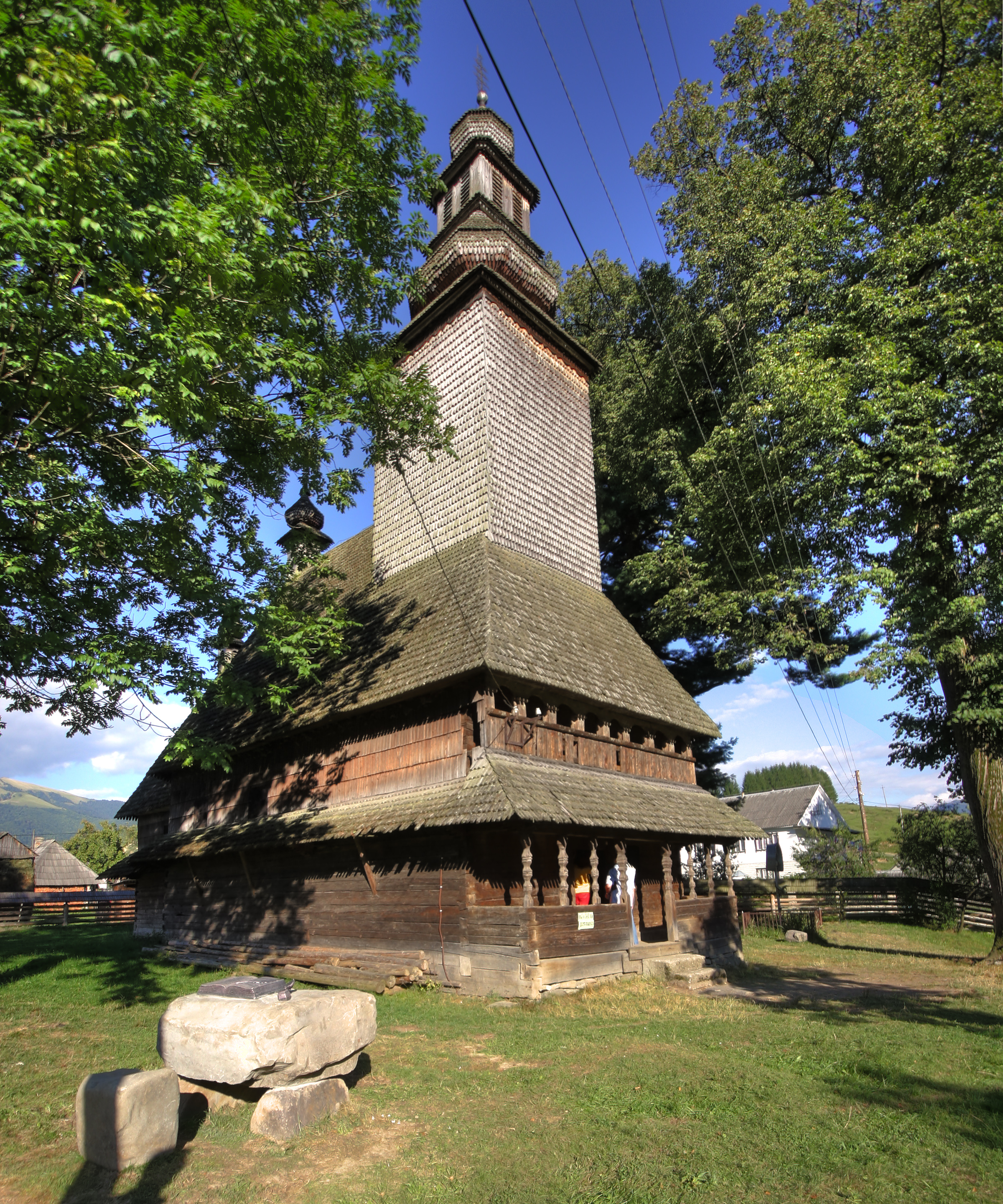
Церква Святого Духа

Михайло Сирохман так пише про церкву св. Духа: «У Колочави-Горбі біля головної дороги сперечається стрункістю зі смереками дерев'яна церква св. Духа, що належить до найвищих архітектурних досягнень Закарпаття.» Згідно з написом на одвірку, «Создан храм сей 1795 при парохові Іоані Попович при царі Францишкі II майстрові Ференц Текка. Тоді був великий голод». У давні часи голод часто супроводжував верховинське життя і подібні нещастя часом фіксувалися у парохіальних книгах, а в Колочаві запис потрапив навіть на одвірок церкви.
У 1801 році в документах єпископської візитації записано, що «Колочава має дві церкви деревяні: в матери р. 1797 поставлену 300 вірников вмістящу, другу же в филіалу для 300 вірников, добра, добрі сооружена».

### Церква Преображення Господнього (1999 рік)
Вірники одного з найбільших присілків Колочави Брадолець вирішили 1997 року своїм коштом і своїми силами збудувати церкву. Завдяки ініціативності місцевого жителя Івана Худинця та вмілій організації будівництва 1998 року завершено спорудження цегляної церкви. Поряд  поставили просту одноярусну каркасну дерев'яну дзвіницю.
У 1999 р. завершено оздоблювальні роботи.

### Церква Зішестя Святого Духа
Дві зведені водночас (1795 р.) дерев'яні будівлі — Святодухівська церква та дзвіниця — розміщені на пагорбі в центрі селища та відіграють роль домінанти в архітектурно-просторовій організації навколишньої забудови.
Церква, зведена майстром Ф. Гекком, проявляє у своїй архітектурі помітний вплив стилістичних засад бароко. Це проявляється насамперед у характерній формі завершення декоративних маківок над апсидою та навою і, особливо, у підкресленій мальовничості вінчання західної вежі. В усьому іншому архітектура Святодухівської церкви повторює поширений на Закарпатті тип тридільного храму з високою каркасною вежею над західним зрубом. Вівтарний зруб має шестикутну, центральний — квадратну, а західний — прямокутну, витягнуту в поперечному напрямку, форму плану. Зруби послідовно підвищуються в західному напрямку в бік вежі. Всі три зруби оперезані пластичним піддашшям на фігурних кронштейнах, яке на західному фасаді трансформується в ажурну аркаду-галерею на різьблених стовпчиках. Аналогічна галерея влаштована й навколо емпори над бабинцем, ще більше посилюючи значення західного фасаду в загальній композиції споруди.
Композиційною домінантою інтер'єру церкви слугує порівняно високий, прикрашений творами монументального й декоративно-ужиткового мистецтва, простір нави. Цьому значною мірою сприяє влаштування над ним розвиненого коробового склепіння, у той час як бабинець перекритий плоскою дощаною стелею, а вівтар — невисоким зімкненим склепінням. Усі елементи внутрішнього декору пам'ятки, як і вирішення її екстер'єру, вирізняються вишуканими пропорціями та вмілим моделюванням форм. Це дає підставу зачислити споруду до найкращих зразків храмів межигірської групи Закарпаття.
Дзвіниця є характерним зразком одного з найпоширеніших на Закарпатті різновидів каркасної дзвіниці. Пам'ятка складається з двох ярусів (нижнього — пошальованого, а горішнього — відкритого) і оперезана в основі опасанням на різьблених стовпчиках. Завдяки цьому досягнуто виняткової стилістичної єдності з будівлею церкви, що забезпечує художню цілісність і довершеність усього ансамблю.

### Церква Святої Трійці (1928 рік)
Роком спорудження дерев'яної церкви вважають 1928 p., коли в село прийшов ієромонах Гермоген (Скундзяк), який організував будівництво храму і став у ньому першим священиком.
Будівничим церкви був відомий майстер з Міжгір'я Василь Карпаті (Карпа) — родоначальник династії знаних в околиці майстрів. Помічниками були місцеві люди: Воринка, Ковач, Мотичка. Виконання проєкту приписують російському інженеру-емігранту. Землю для храму виділили Олексій Беля, Олена Кливець, Федір Ковач, а кошти зібрали серед селян. Церкву поштукатурили за ігумена Нестора. Кураторами були вже згаданий О. Беля, Федір Воринка, Василь Шандор.
Іконостас новий, вкритий новою позолотою. У 1973 р. Іван Андрішко розмалював церкву всередині.

### Церква Святого Іоанна Предтечі (1911 рік)
Дерев'яну церкву на 300 вірників у доброму стані згадують у 1801 р. У шематизмі Мукачівської єпархії за 1915 р. йдеться про церкву в Колочаві-Лазах, збудовану 1779 року.
Теперішня церква, що давніше була присвячена Різдву пр. Богородиці, подібна до інших мурованих базилічних храмів. Збудували її майстри Луґош та Місяйло, а помічниками були Іваниш, ще один Луґош і Шкрюба.
Кошти зібрали серед селян і почали будівництво 1901 року. Церкву посвятив 20 серпня 1911 р. вікарій Михайло Балоґ і тоді вона характеризувалася як одна з найгарніших церков і за архітектурою, і за внутрішнім оздобленням. Іконостас зробили в Будапешті.
У 1928 р. на храмове свято до вже зібраних на прикрашення храму 38 тис. чехословацьких корон додалося ще 5350 корон. Іван Банга подарував 1500 корон. У 1976—1977 роках інтер'єр розмалював Василь Якубець. Це одна з небагатьох церков, бляшане барокове завершення якої не блискуче, а пофарбоване блакитною та жовтою фарбами.

## Культура та туризм

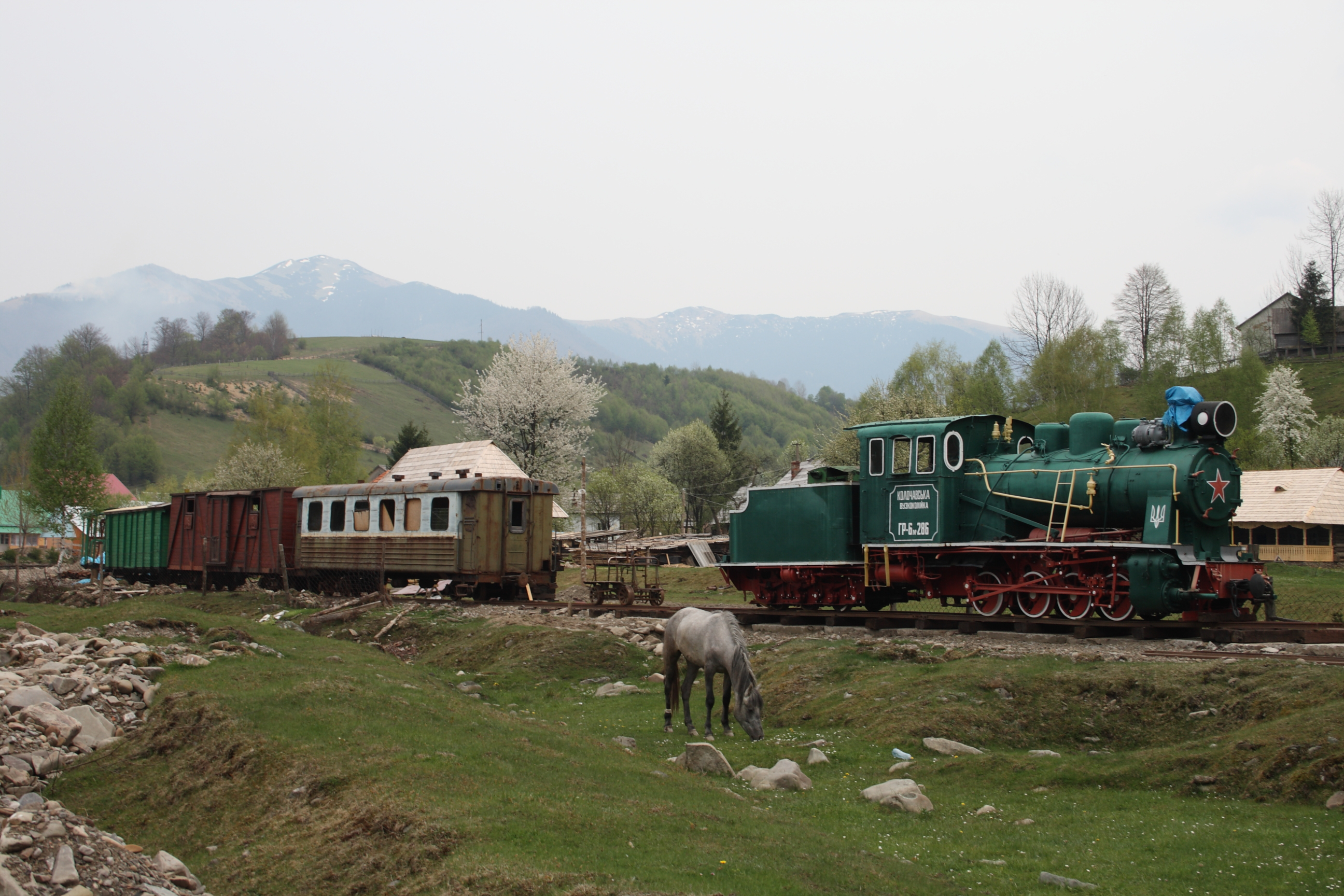
Колочавська вузькоколійка

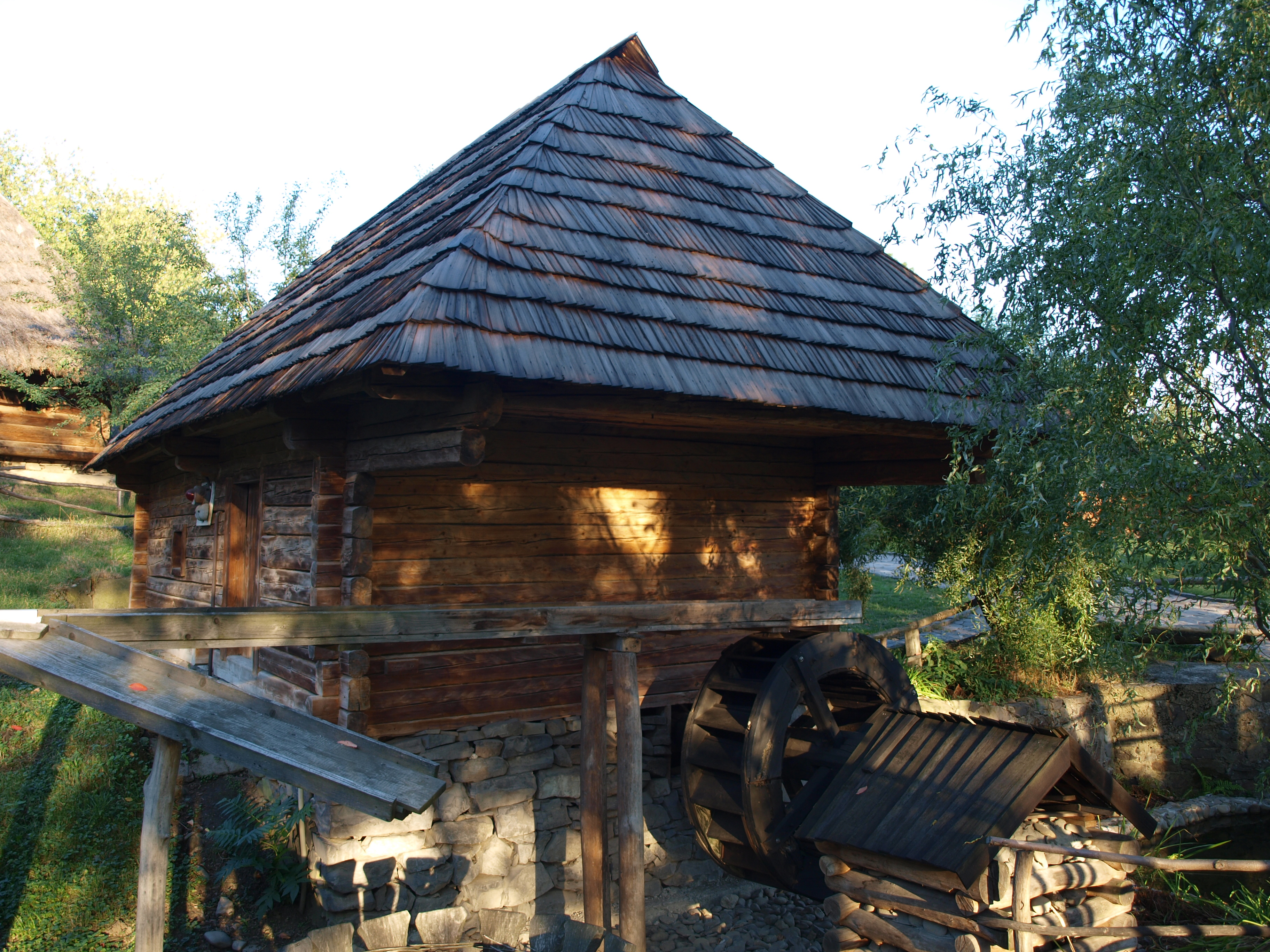
Музей народної архітектури та побуту

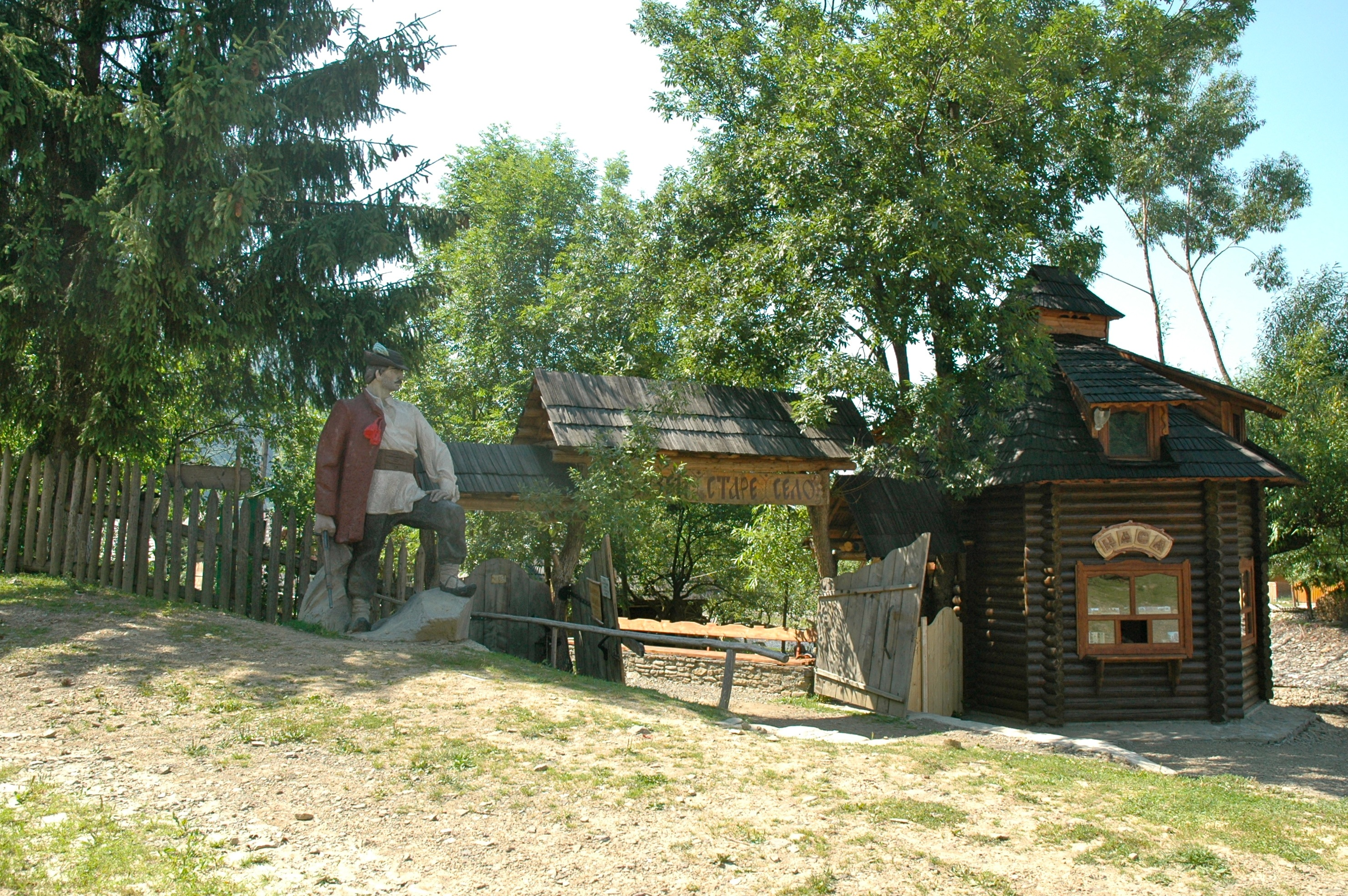
Вхід в скансен "Старе село"

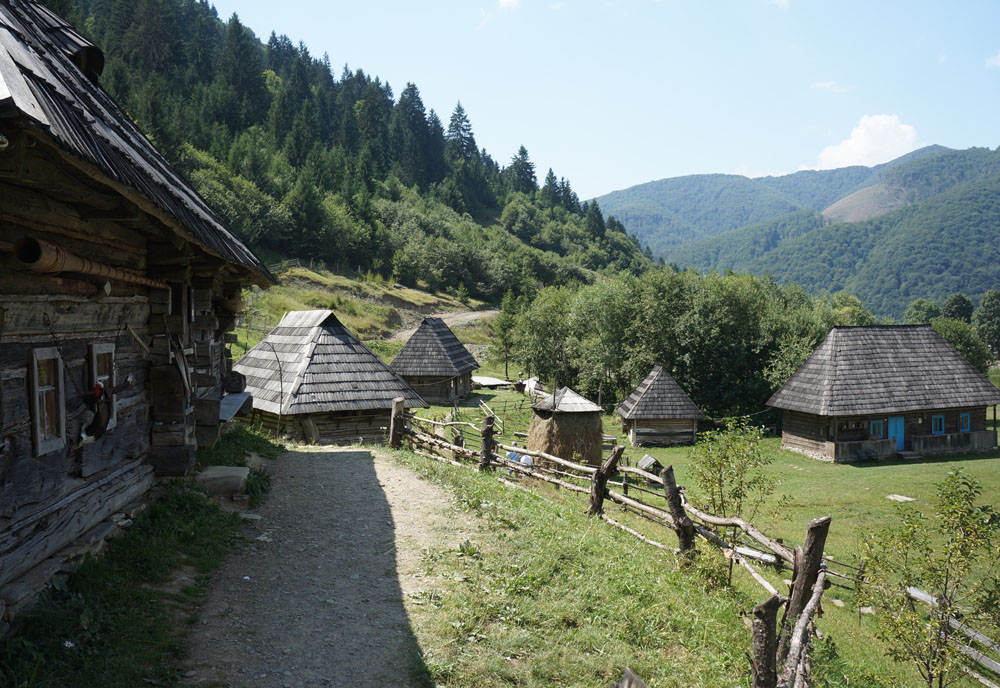
Скансен "Старе село"

### Музеї
Колочава славиться своїми музеями. Всього у селі є 10 музеїв (деякі з них унікальні).
- Музей «Колочавська вузькоколійка» присвячений закарпатській вузькоколійці, відтворює процес транспортування, показує життя залізничників.

- Музей «Колочавський бокораш» — наймолодший музей в Колочаві — розповідає про вимерлу професію бокорашів. Тут показана технологія лісокористування та його сплаву карпатськими річками.

- Два музеї присвячені шкільництву: «Радянська школа» та «Чеська школа» відтворюють умови навчання закарпатських школярів у різні періоди XX ст.

- Музей-скансен «Старе село» — перший сільський музей архітектури та побуту на Закарпатті —знайомить відвідувачів з побутом і життям жителів Колочави. Тут ви зможете зануритись у життя та культуру колишніх мешканців і дізнатися багато цікавого про історію регіону.[8]

- Лінія Арпада — це музей, присвячений Другій світові війні. Він розташований у частині відреставрованих оборонних споруд вздовж річки Теребля.

- Музей «Бункер Штаєра» розповідає про діяльність місцевих повстанців, що вели антирадянську боротьбу та були частиною українського визвольного руху.

- Музей «Воїнам-інтернаціоналістам» присвячений місцевим жителям, що воювали в різних частинах світу.

- Музей в церкві Святого Духа.
- Музей-колиба «Фауна Закарпаття».

### Пам'ятки
Серед пам'ятників є унікальні для України: пам'ятник «Заробітчанам», пам'ятник «Примирення» — воїнам радянської, чехословацької та угорської армій, пам'ятник «Вівчар». А також пам'ятники народному герою Миколі Шугаю, Тарасові Шевченку, Олександрові Духновичу, загиблим у мирний час воїнам, Романові Шухевичу, загиблим у таборах ГУЛАГ, «Вчителька з Вкраїни». У 2002 році встановлено погруддя Івана Ольбрахта.

### Туристичні маршрути
Через Колочаву проходять популярні гірські туристичні маршрути. Поряд з селом розташовані хребти: Красна, Квасний Верх. Існує маркований маршрут до села Усть-Чорна. Маршрут доступний для пішоходів, велосипедистів і позашляховиків.
У селі діє «Птахопарк», де живе безліч птахів.

## Наукові установи
Ужгородський університет має тут свою біобазу. Поблизу села працює метеостанція.

## Екологія
Колочаві часто дошкуляють повені. У листопаді 1998 року село було повністю відрізане від світу через розмиті стихією дороги, дуже багато домогосподарств постраждало. Місцеві мешканці вважають, що причина частих повеней полягає у надмірній та неконтрольованій вирубці лісу в Карпатах, хоча село лежить у зоні Національного парку «Синевир». Захаращені деревом потоки під час повені руйнують мости у долині та прибережні споруди. 
Дошкуляє екології і засмічення Тереблі побутовими відходами, особливо ПЕТ-пляшками. Тривалий час у селі практично не діяла система збору і вивезення сміття, жителі села просто викидали сміття у річки, потоки, виносили у ліс та полонини та залишали де завгодно, у кращому разі - спалювали. У результаті на берегах Вільшанського водосховища, яке починається біля колочавського присілка Мерешор, плавали десятки тисяч використаних порожніх пластмасових пляшок. В останні роки, утім, побільшало різних екологічних ініціатив про необхідність очищення села та його околиць від сміття. Зрештою, у 2020 році Колочавська сільська рада всерйоз взялася за проблему засміченості території, ініціювала проєкт «Заходи з запровадження сортування та утилізації сміття в природно-заповідних зонах Карпат». Колочавська ТГ закупила найпотужніший в області сміттєвоз, який за окрему плату забирає в жителів громади сміття та вивозить його на полігон, де відходи сортують та відправляють на переробку. Також налагоджено роздільний збір і сортування сміття.

## Відомі люди

### Народилися
- Савка Іван Іванович (1982—2024) — лейтенант Збройних сил України, учасник російсько-української війни.
- Штаєр Петро Федорович — український скульптор;
- Дербак Микола Юрійович — український лісничий, директор національного природного парку «Синевир», кандидат філософських наук, заслужений природоохоронець України;
- Маркусь Віктор Васильович — сержант Збройних сил України, учасник російсько-української війни;
- Аржевітін Станіслав Михайлович — банкір і політик, голова Ради Асоціації українських банків;
- Петро Колочавський — укладач збірника оповідань на духовні теми початку XVIII ст.;
- Тумарець Наталія Анатоліївна — вчителька місцевої загальноосвітньої школи, керівник музею Івана Ольбрахта і «Жандармської станиці», яка зараз діє як корчма та готель. За багаторічну роботу зі зміцнення чесько-українських зв'язків була нагороджена відзнакою чеського МЗС «Gratias Agit» (2011);
- Микола Шугай — закарпатський народний герой і відомий опришок, який, грабуючи багатих, допомагав бідним.

### Проживали
- Іван Ольбрахт — чеський письменник і громадський діяч.

## Галерея

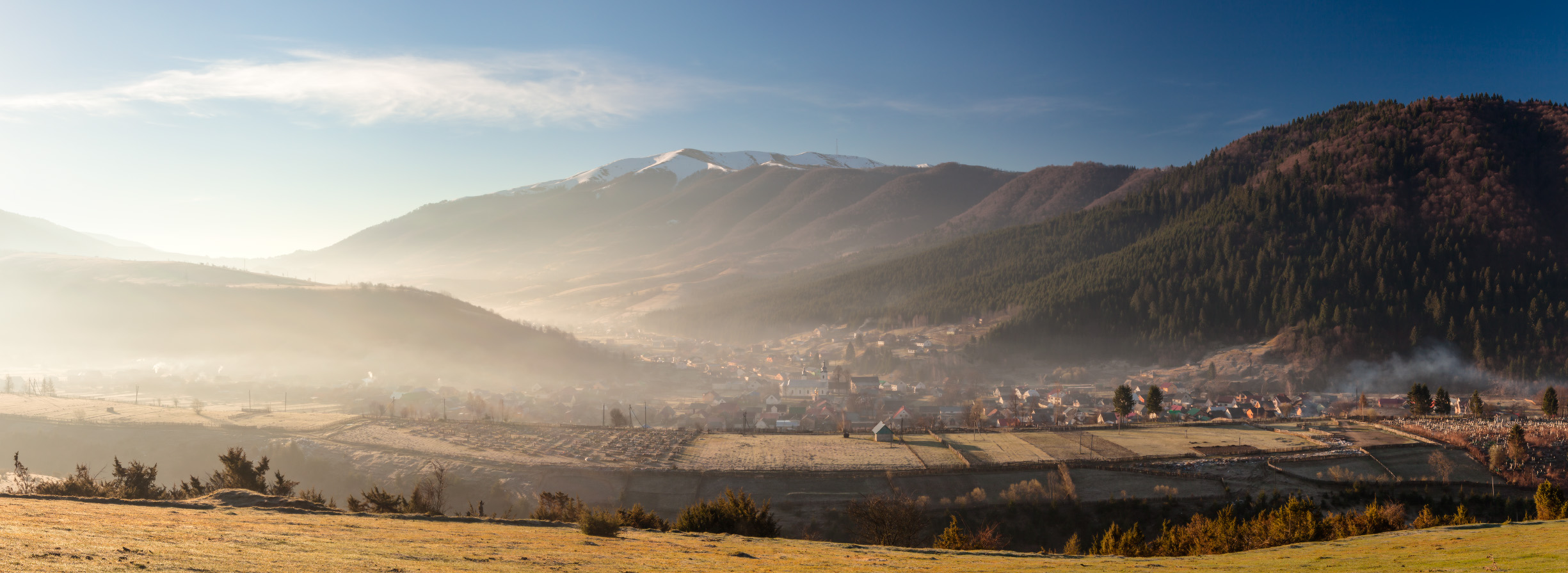
Світанок у Колочаві
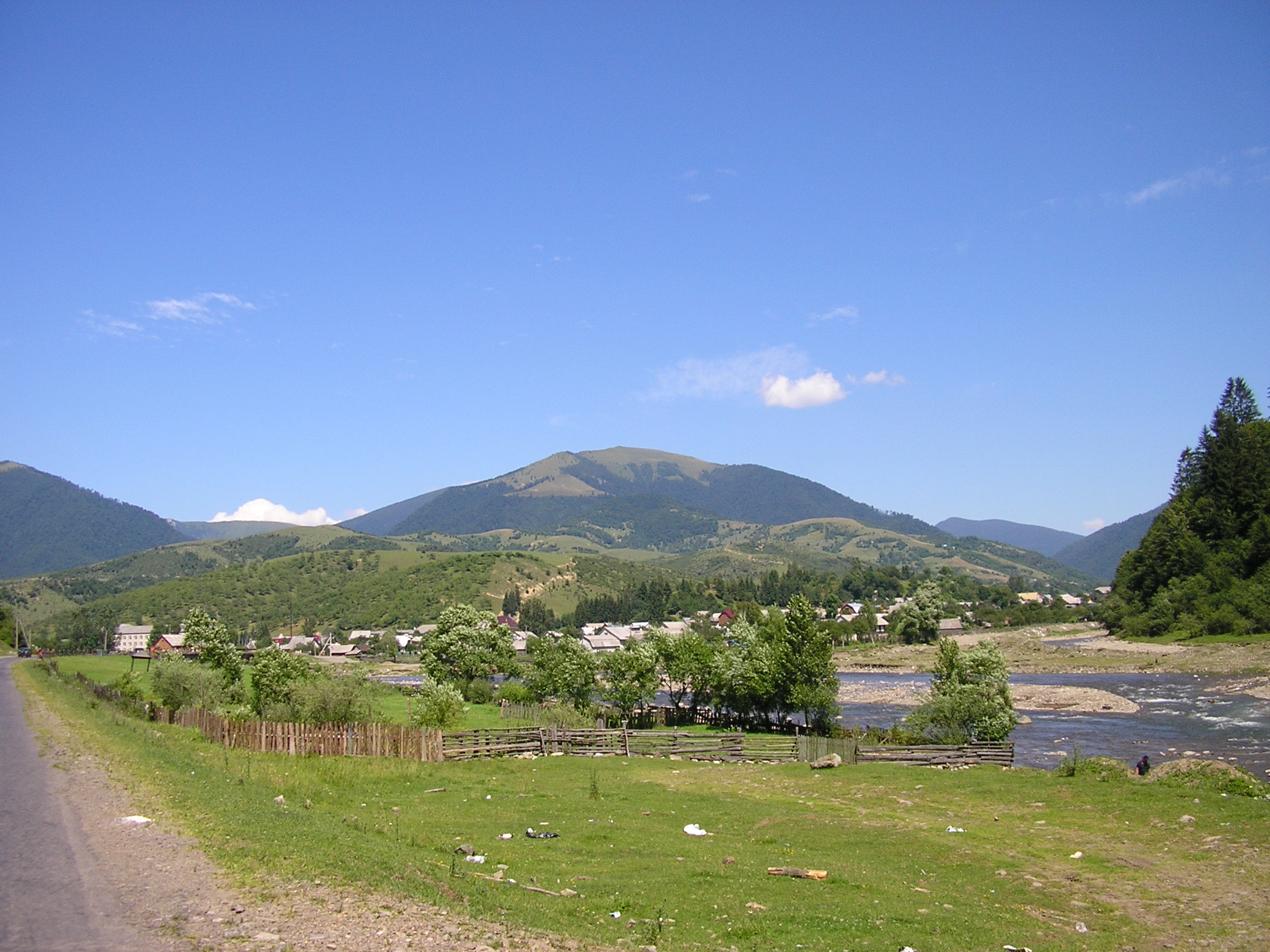
Колочава і довколишні гори
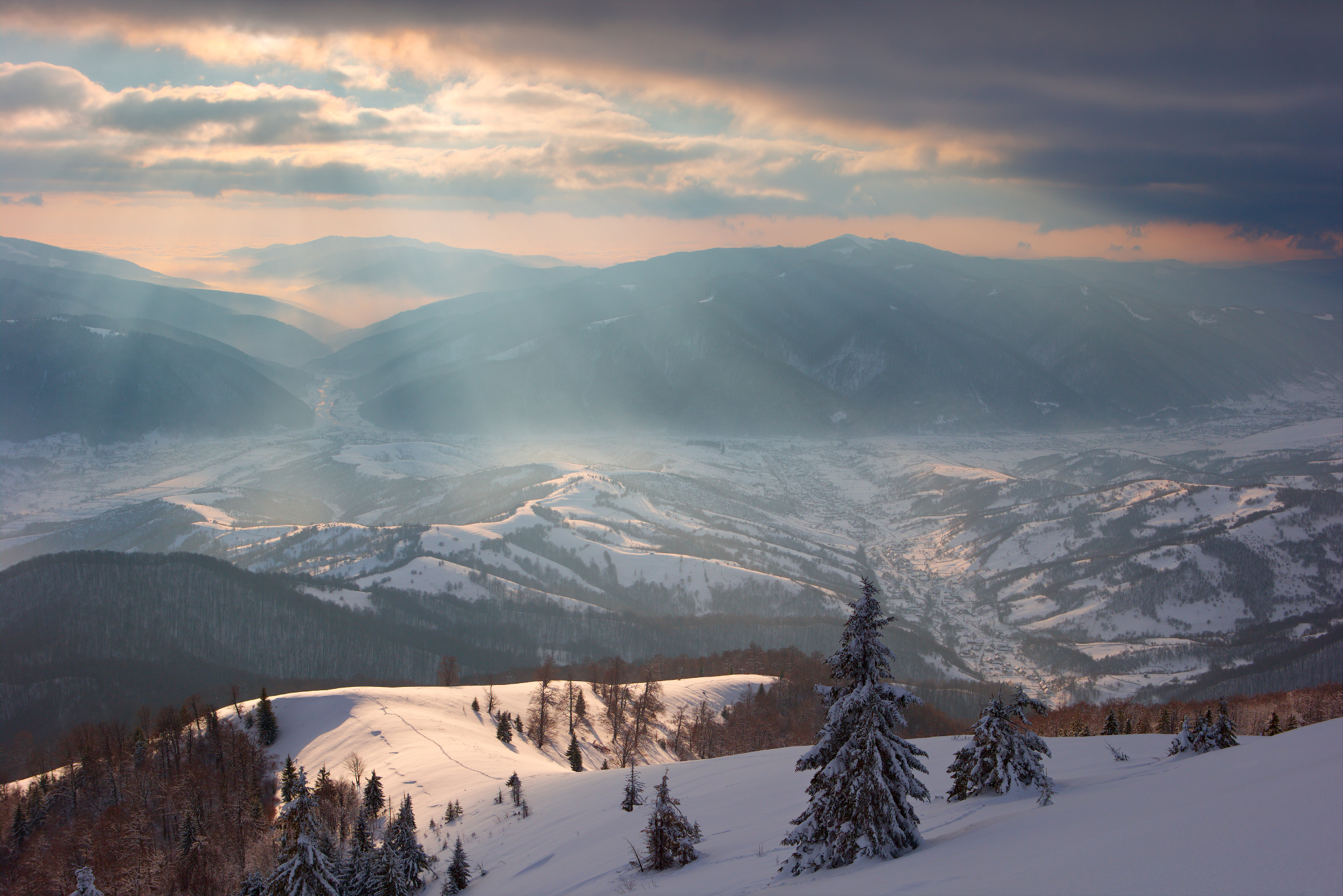
Колочава зимою
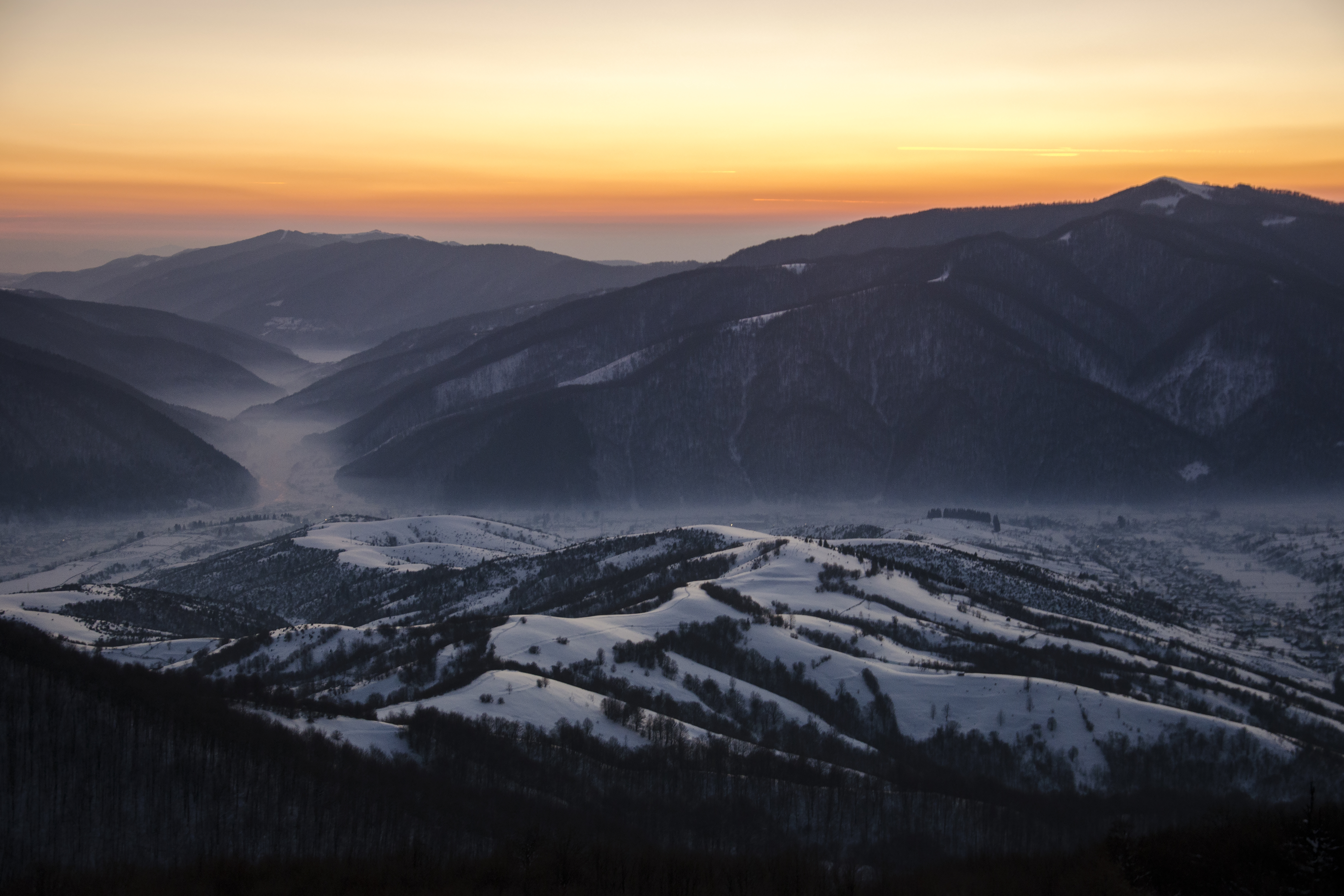
Колочава і долина річки Теребля
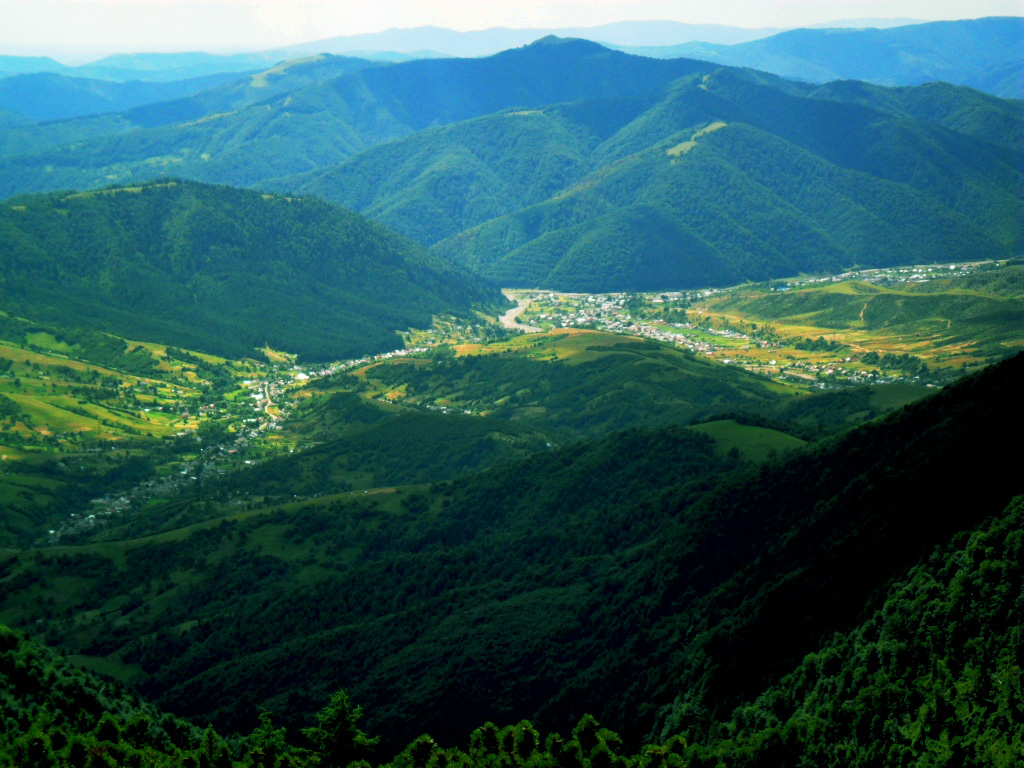
Вид на Колочаву з вершини Стримби
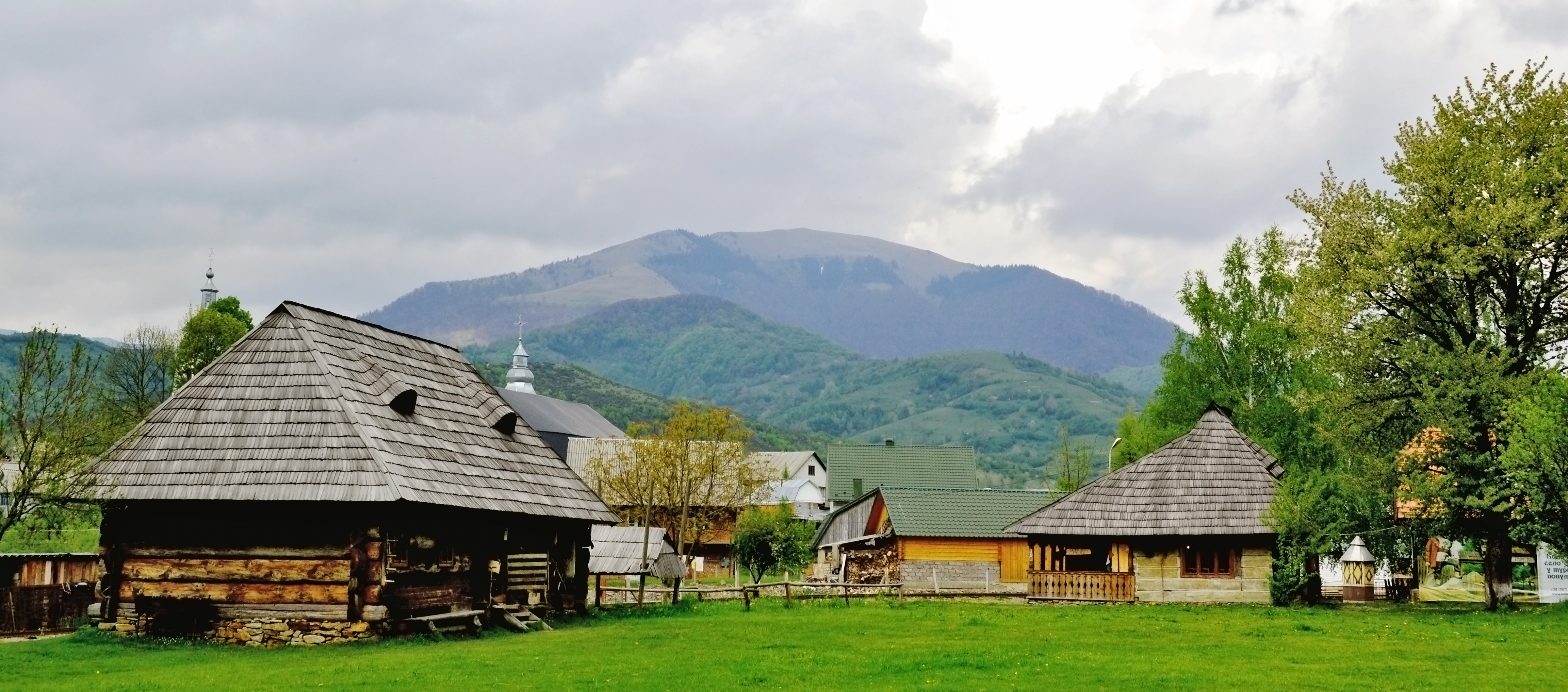
Село та гора Дарвайка
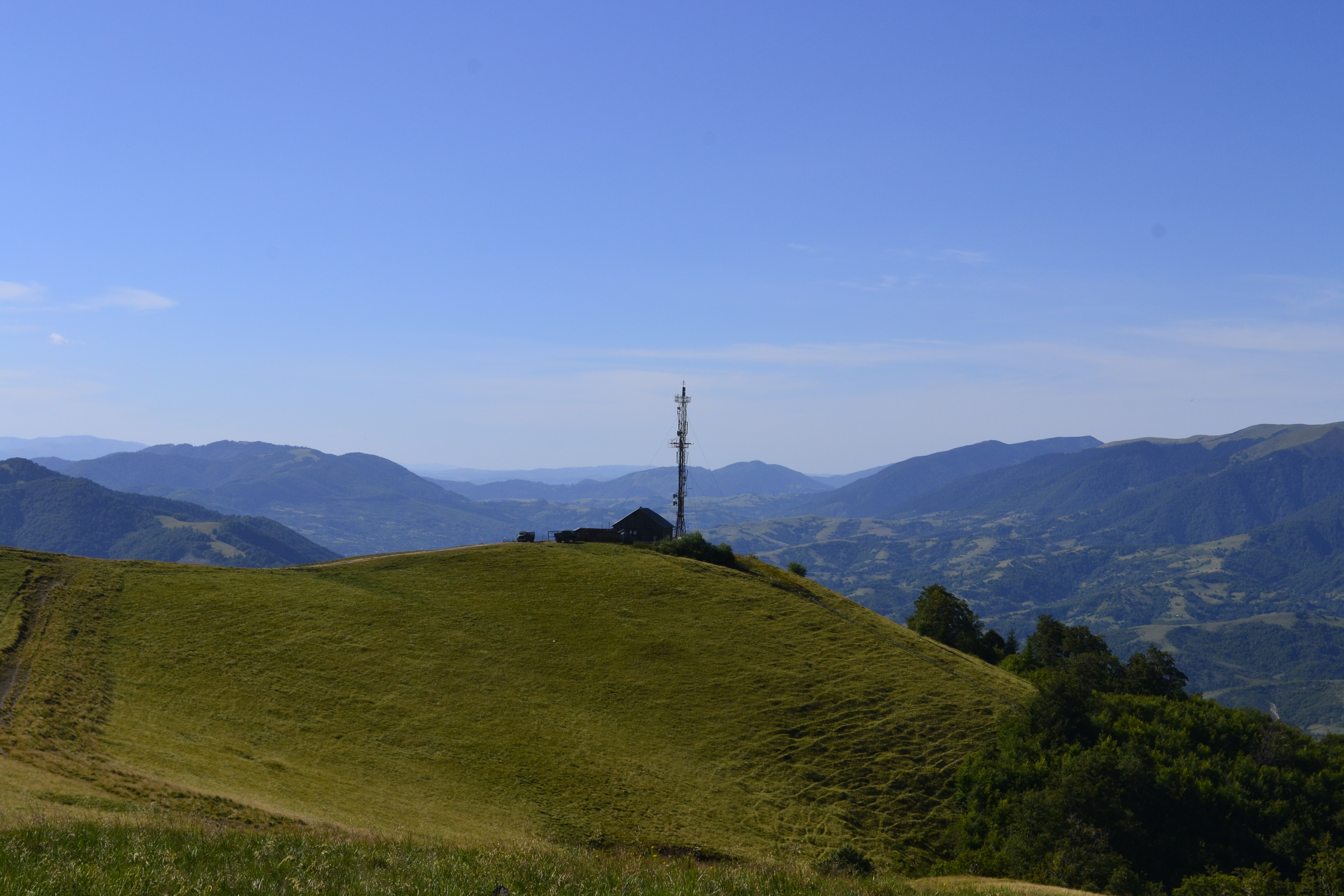
Метеостанція на хребті поряд з Колочавою
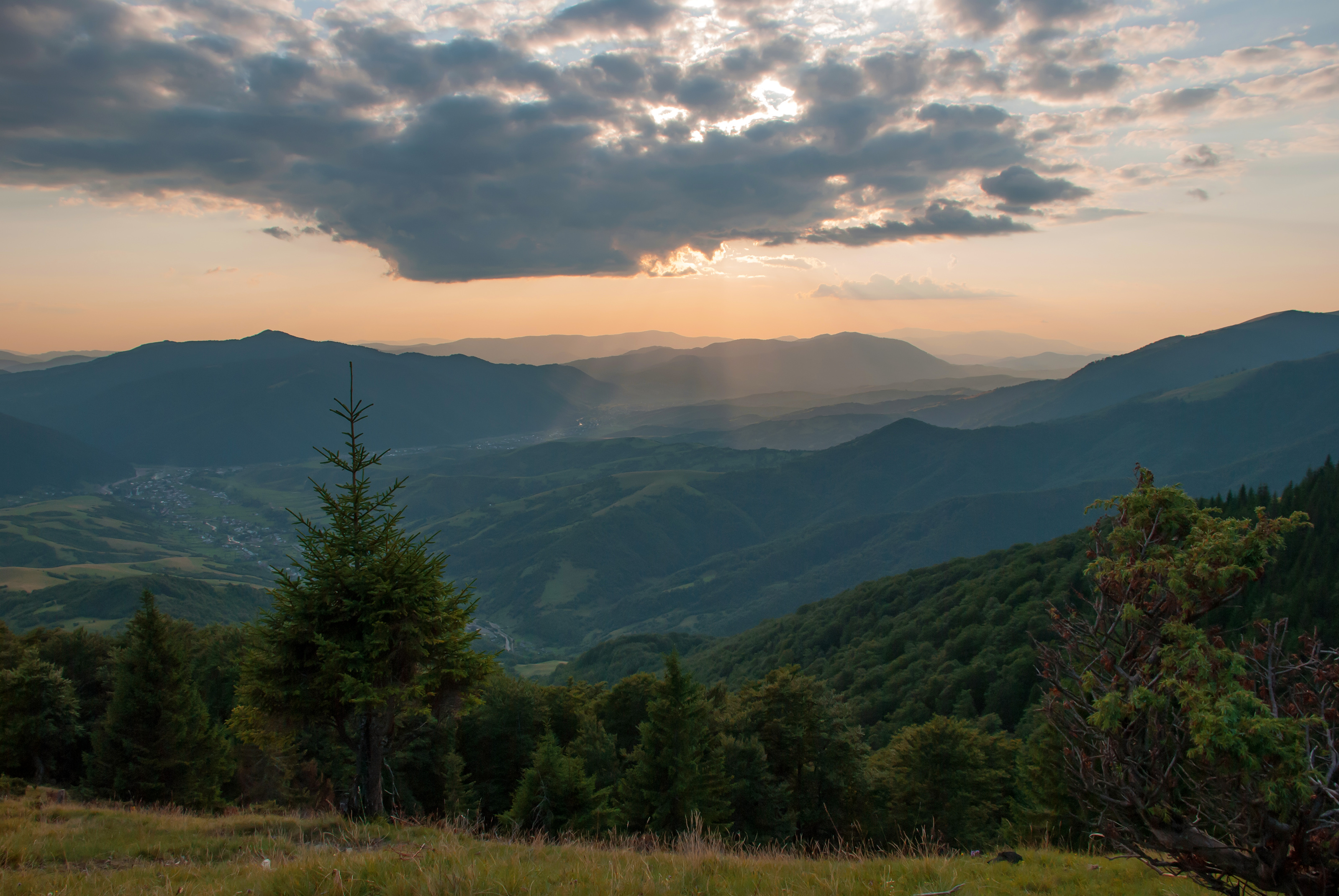
Вид на Колочаву зі схилів Стримби

## Інтернет посилання
- Колочава — Інформаційно-пізнавальний портал | Закарпатська область у складі УРСР [Архівовано 13 березня 2013 у Wayback Machine.] (На основі матеріалів енциклопедичного видання про історію міст та сіл України, том — Історія міст і сіл Української РСР. Закарпатська область. — К.: Головна редакція УРЕ АН УРСР.)
- http://www.kolochava.com [Архівовано 5 вересня 2016 у Wayback Machine.]
- http://www.castles.com.ua/kolochava.html [Архівовано 21 серпня 2009 у Wayback Machine.]
- Туристична привабливість с. Колочава http://artrelax.lviv.ua/kolochava-tourists-popular-village [Архівовано 22 травня 2013 у Wayback Machine.]
- У Колочаві на Міжгірщині в червні відбудеться гастрономічний фестиваль ріплянки [Архівовано 18 вересня 2016 у Wayback Machine.]
- Інформація на сайті Дерев'яні Храми України [Архівовано 19 січня 2013 у Wayback Machine.]
- У закарпатській Колочаві за один день відкрито п'ять пам'ятників[недоступне посилання з липня 2019]
- Лівінський О. Де село, де рідний край… Чеський феномен української Колочави. Ж-л «Пороги», Прага, № 5, 2007.
- Унікальні села України. Колочава — спецпроект про село Колочава [Архівовано 23 січня 2019 у Wayback Machine.]
- Колочава що подивитися та чим зайнятися

Фільми про Колочаву
- «Марійка-невірниця»(Чехословаччина)1933 р., режисер В.Ванчура, сценарій К.Нови за новелами І.Ольбрахта
- «Микола Шугай» (Чехословаччина) 1947 р., режисер М-Дж. Крнянський за романом І.Ольбрахта
- «Балада про бандита» («Balada pro banditu») (ЧССР) 1979 р., режисер В.Сис ,  [Архівовано 12 жовтня 2016 у Wayback Machine.]
- «Я піду в далекі гори» (док/ф. СРСР)1981 р., режисер В.Стороженко студія Укркінохроніка
- «Легенда про безсмертя» (СРСР)1985 р., режисер Б.Савченко
- «Голет у долині» (Чехія) 1995 р. режисер З.Достал ,
- «Ольбрахт і Колочава» (док/ф. Україна)2008 р., автор та меценат С.Аржевітін, режисер С.Губський
- «Пам'ять і примирення» (док/ф. Україна)2009 р., автор та меценат С.Аржевітін, режисер С.Губський  [Архівовано 2 лютого 2014 у Wayback Machine.]